# 6483 Nikolajvasilʹev
6483 Nikolajvasilʹev este un asteroid din centura principală de asteroizi.

## Descriere
6483 Nikolajvasilʹev este un asteroid din centura principală de asteroizi. A fost descoperit pe 2 martie 1990 la Observatorul La Silla de Eric Walter Elst. Asteroidul prezintă o orbită caracterizată de o semiaxă mare de 2,55 ua, o excentricitate de 0,15 și o înclinație de 5,3° în raport cu ecliptica.